# Rip Curl Pro Bells Beach

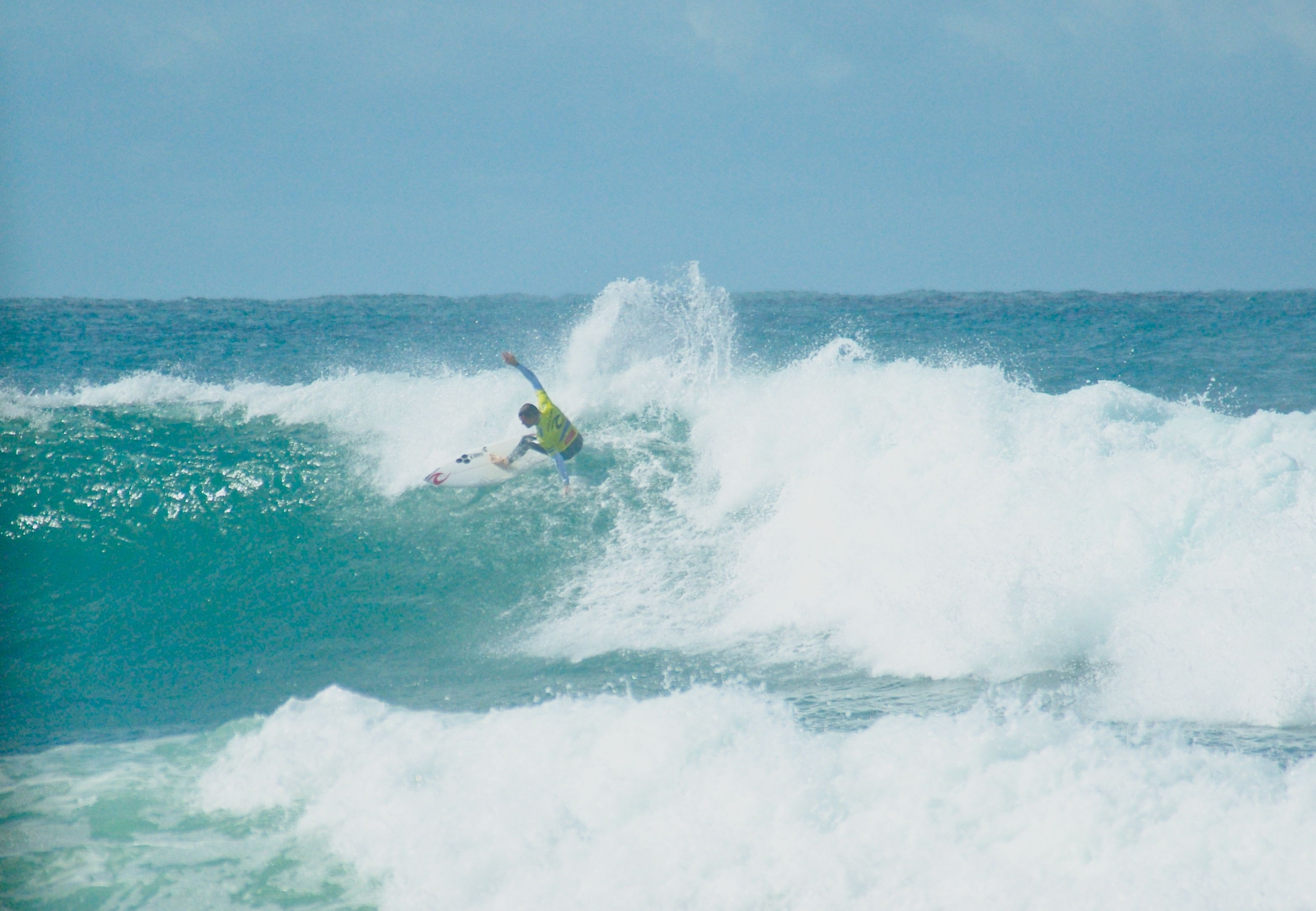
Rip Curl Pro à Bells Beach

Le Rip Curl Pro of Surf est une compétition de surf qui a lieu sur l'impressionnante plage de Bells Beach dans l'État de Victoria, Australie.
Cet événement existe depuis 1973, sponsorisé par les grandes marques de surf Quiksilver puis Rip Curl.
Bells Beach se compose des lieux suivants: The Bowl, Outside Bells, Rincón, Centreside, Southside et Winkipop, Outside Bells la plage principale.
Comme une curiosité, le trophée comporte une cloche (en référence au nom du lieu) en son milieu, ce qui rend sourd les surfeurs sur le podium de cette épreuve.
Ce spot est utilisé pour les compétitions hommes et femmes (depuis 2008).

## Palmarès
| Année                    | Vainqueur        | Score | Finaliste(s)     | Score(s) |
| ------------------------ | ---------------- | ----- | ---------------- | -------- |
| Rip Curl Pro Bells Beach |                  |       |                  |          |
| 2012                     | Mick Fanning     | 18.80 | Kelly Slater     | 18.07    |
| 2013                     | Adriano de Souza | 16.26 | Nat Young        | 15.83    |
| 2014                     | Mick Fanning     | 16.83 | Taj Burrow       | 13.46    |
| 2015                     | Mick Fanning     | 15.27 | Adriano de Souza | 15.27    |
| 2016                     | Matt Wilkinson   | 17.37 | Jordy Smith      | 14.16    |

### 2009
| Place | Champion         | Nationalité |
| ----- | ---------------- | ----------- |
| 1er   | Joel Parkinson   | Australie   |
| 2e    | Adriano de Souza | Brésil      |
| 3e    | Mick Fanning     | Australie   |
| 3e    | Taj Burrow       | Australie   |

### 2008
| Place | Champion      | Nationalité |
| ----- | ------------- | ----------- |
| 1er   | Kelly Slater  | États-Unis  |
| 2e    | Mick Fanning  | Australie   |
| 3e    | Jérémy Florès | France      |
| 3e    | Bede Durbidge | Australie   |

### Précédents Vainqueurs
| Année | Champion       | Nationalité |
| ----- | -------------- | ----------- |
| 2007  | Mick Fanning   | Australie   |
| 2006  | Kelly Slater   | États-Unis  |
| 2005  | Mick Fanning   | Australie   |
| 2004  | Michael Lowe   | Australie   |
| 2003  | Dean Morrison  | Australie   |
| 2002  | Joel Parkinson | Australie   |

## Hommes

### 2009
| Place | Champion            | Nationalité    |
| ----- | ------------------- | -------------- |
| 1er   | Joel Parkinson      | Australie      |
| 2e    | Adam Robertson      | Australie      |
| 3e    | Frederick Patacchia | Hawaï          |
| 3e    | Jordy Smith         | Afrique du Sud |

### 2008
| Place | Champion       | Nationalité |
| ----- | -------------- | ----------- |
| 1er   | Kelly Slater   | États-Unis  |
| 2e    | Bede Durbidge  | Australie   |
| 3e    | Taj Burrow     | Australie   |
| 3e    | Bobby Martinez | États-Unis  |

### Résultats précédents
| Année | Champion         | Nationalité |
| ----- | ---------------- | ----------- |
| 2007  | Taj Burrow       | Australie   |
| 2006  | Kelly Slater     | États-Unis  |
| 2005  | Trent Munro      | Australie   |
| 2004  | Joel Parkinson   | Australie   |
| 2003  | Andy Irons       | Hawaï       |
| 2002  | Andy Irons       | Hawaï       |
| 2001  | Mick Fanning     | Australie   |
| 2000  | Sunny Garcia     | Hawaï       |
| 1999  | Shane Dorian     | Hawaï       |
| 1998  | Mark Occhilupo   | Australie   |
| 1997  | Matt Hoy         | Australie   |
| 1996  | Sunny Garcia     | Hawaï       |
| 1995  | Sunny Garcia     | Hawaï       |
| 1994  | Kelly Slater     | États-Unis  |
| 1993  | Damien Hardman   | Australie   |
| 1992  | Richie Collins   | États-Unis  |
| 1991  | Barton Lynch     | Australie   |
| 1990  | Tom Curren       | États-Unis  |
| 1989  | Martin Potter    | Royaume-Uni |
| 1988  | Damien Hardman   | Australie   |
| 1987  | Nicky Wood       | Australie   |
| 1986  | Tom Carroll      | Australie   |
| 1985  | Tom Curren       | États-Unis  |
| 1984  | Cheyne Horan     | Australie   |
| 1983  | Joe Engel        | Australie   |
| 1982  | Mark Richards    | Australie   |
| 1981  | Simon Anderson   | Australie   |
| 1980  | Mark Richards    | Australie   |
| 1979  | Mark Richards    | Australie   |
| 1978  | Mark Richards    | Australie   |
| 1977  | Simon Anderson   | Australie   |
| 1976  | Jeff Hackman     | Hawaï       |
| 1975  | Michael Peterson | Australie   |
| 1974  | Michael Peterson | Australie   |
| 1973  | Michael Peterson | Australie   |

## Femmes

### 2009
| Place | Championne        | Nationalité |
| ----- | ----------------- | ----------- |
| 1re   | Silvana Lima      | Brésil      |
| 2e    | Stephanie Gilmore | Australie   |
| 3e    | Sofia Mulanovich  | Pérou       |
| 3e    | Sally Fitzgibbons | Australie   |

### 2008
| Place | Championne        | Nationalité |
| ----- | ----------------- | ----------- |
| 1re   | Stephanie Gilmore | Australie   |
| 2e    | Sofia Mulanovich  | Pérou       |
| 3e    | Amee Donohoe      | Australie   |
| 3e    | Layne Beachley    | Australie   |